# 최성혁
최성혁(1998년 2월 8일~)은 조선민주주의인민공화국의 축구 선수이며, 포지션은 미드필더이다.